# Ikarus

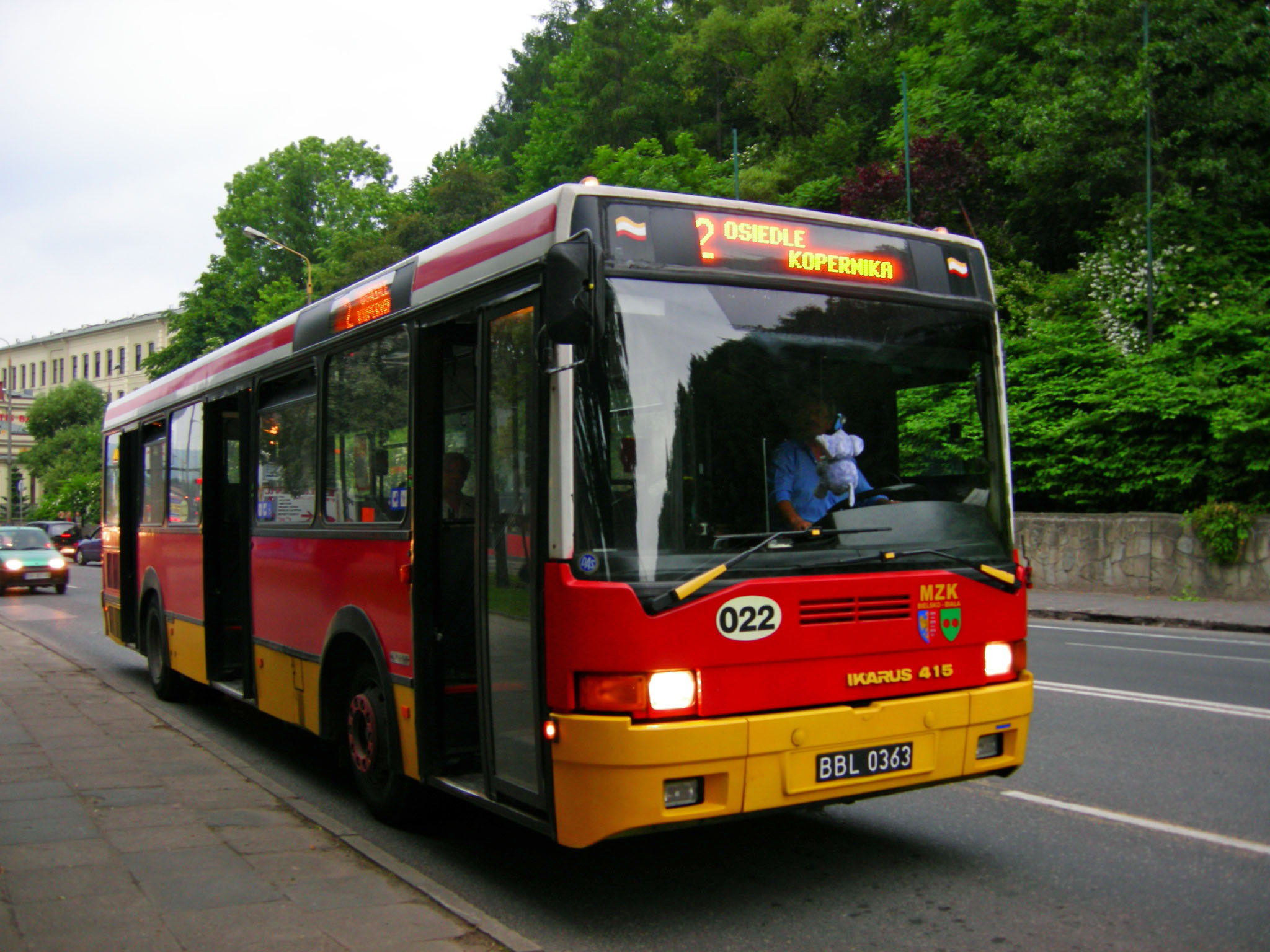
Ônibus Ikarus 415.14 B em Bielsko-Biała, Polónia.

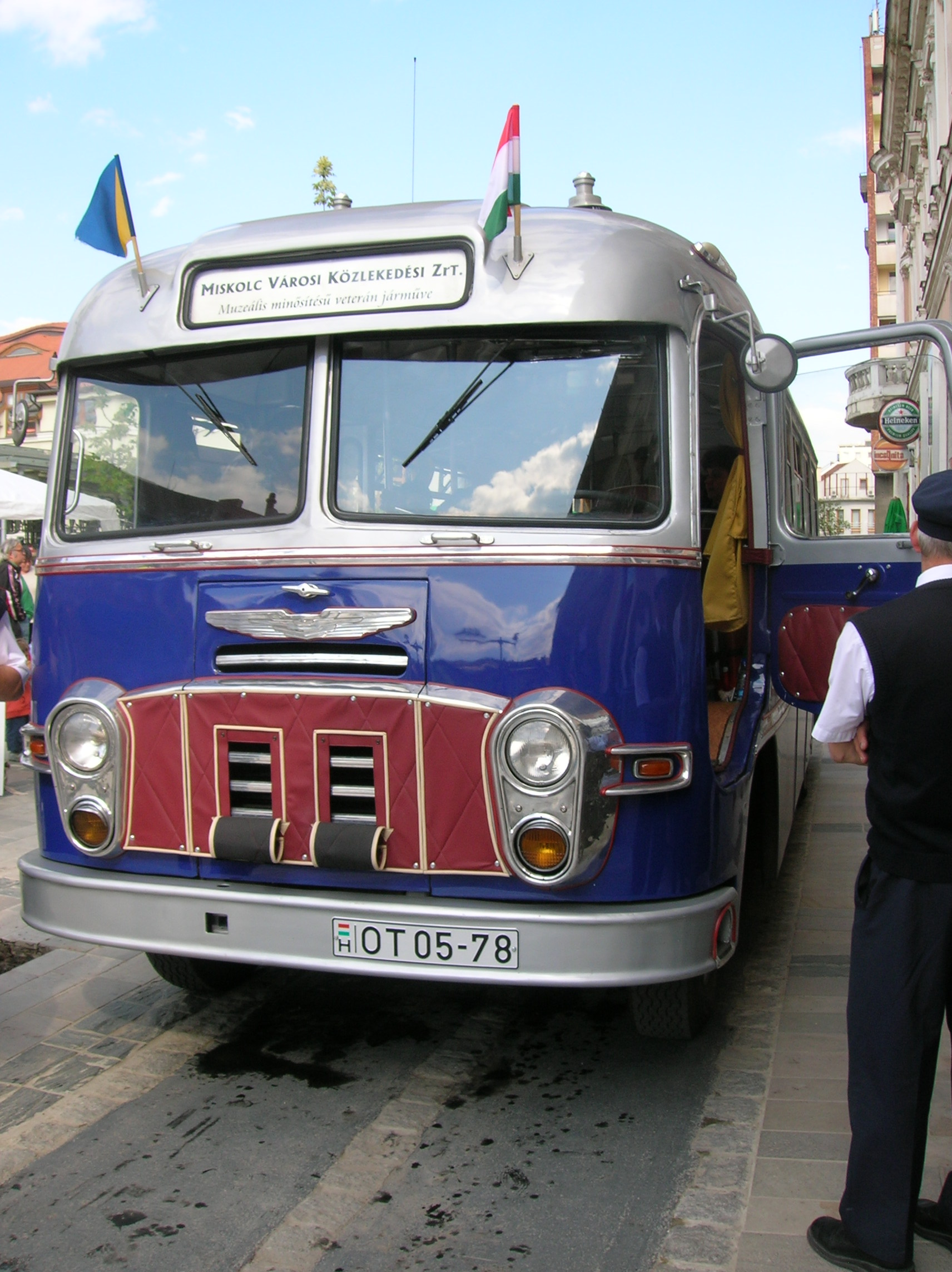
Um Ikarus 31 (1959) restaurado em Miskolc.

Ikarus é uma fabricante de ônibus (português brasileiro) ou autocarro (português europeu) com sede em Budapeste, Hungria. Foi criada em 1895 como Uhri Imre Kovács - és Kocsigyártó Üzeme (em português: "Oficina e Fábrica Imre Uhri").

## História
Em 1913, a empresa concentrou-se principalmente na construção de carros e devido ao aumento de vendas durante a Primeira Guerra Mundial teve grandes lucros. Em 1927, Ikarus ganhou um concurso internacional e foi neste mesmo ano que se iniciou a produção em larga escala, começando pela entrega de 60 ônibus. Seguindo o Crash de Wall Street, a empresa foi à falência, por não receber pedidos significativos e teve de ser fechada. Em 1935, a empresa tinha retomado a produção e estava em pleno funcionamento durante a Segunda Guerra Mundial. Em 23 de fevereiro de 1949, a Ikarus foi oficialmente estabelecida, quando fundiu-se com a fabricante de aviões Ikarus Gép és Fémgyár Rt.
Em 1955 e 1956, com a nova frente do motor (Ikarus 620, 630 e 31) as vendas foram impulsionadas, paises do Leste europeu, China, Birmânia e Egito começaram a usá-los em várias de suas cidades. Por volta de 1962, Ikarus entregou 8.000 ônibus no exterior e em 1970, conquistou o segundo lugar em uma exposição em Mônaco, mostrando a sua importância na Europa. Em 1971, mais de 100.000 ônibus foram fabricados e as vendas aumentaram ano a ano. Por volta de 1973, Ikarus se tornou a quarta maior fabricante, mas por falta de matérias-primas, os pedidos não foram entregues à tempo em várias ocasiões. Até a dissolução da União Soviética, a República Democrática Alemã foi um dos mais importantes parceiros comerciais da Ikarus, mas quando a Alemanha foi unificada, as vendas caíram cerca de 10%.
Ikarus fornecia carrocerias (sem portas, janelas, bancos e motor) para Orion Bus Industries nos  sistemas de transporte com ônibus articulados de Toronto e Ottawa no final de 1986-87. Os ônibus Orion Ikarus foram rapidamente reformados pelo TTC, devido a problemas estruturais e de corrosão. Estes problemas foram atribuídos a pontos de solda fracos feitos durante a fabricação do ônibus.
Desde 1999, a empresa é propriedade da Irisbus, um grupo de investimento francês-italiano. Em 2006, Irisbus vendeu Ikarus para o grupo hungário Műszertechnika. Em dezembro, Műszertechnika assinou um contrato para adquirir 100% da empresa, que foi fundada em 1999 como uma joint venture entre Renault-Iveco e a indústria hungara Gábor Széles. Em 2002, Ikarus adicionou o Gás Natural (GNV) no ônibus articulado da Colômbia, que está atualmente em operação no Transmilenio, o BRT de Bogotá. A empresa chegou em 2007 com um novo  modelo piso baixo que pretende produzir na Hungria (entre 200–400 por ano), na Rússia (de 1.000–2.000 por ano) e na China (10.000 por ano).
Em 2010, o novo Ikarus V187 e outros modelos articulados foram divulgados para a imprensa e público, na agência BKV.
A partir de 2010, uma segunda fábrica de ônibus está planejada para ser construída nos Estados Unidos, com nova sede em Los Angeles. Uma terceira fábrica também está planejada em Esquixequir, Turquia.
Em 2014, a cidade de Szeged começou a utilizar o novo trólebus Ikarus-Skoda. Os ônibus são produzidos em Székesfehérvár, e os motores na República Checa.